# Flughafen Boa Vista Rabil

i8
i11
i13
Der Flughafen Boa Vista (portugiesisch Aeroporto da Boavista, oder Aeroporto Internacional Aristides Pereira, IATA-Code: BVC, ICAO-Code: GVBA) ist der dritte internationale Flughafen der Kapverden und der einzige auf der Insel Boa Vista. Er war unter dem Namen „Flughafen Rabil“ bekannt und wurde im November 2011 nach dem ersten Präsidenten der Kapverden Aristides Pereira benannt.
Der nächste Ort Rabil liegt einen Kilometer östlich, die Inselhauptstadt Sal Rei ist ca. 5 Kilometer entfernt. Die als „Perle“ der Kapverden bezeichnete Wüsteninsel wird seit den 1990er Jahren als Touristenziel aufgebaut. Namhafte europäische Investoren haben luxuriöse Ferienwohnungen und Hotels im maurischen Stil errichtet. Die schönsten und längsten Strände des Landes befinden sich hier. Um diese Entwicklung zu fördern, ließ die Regierung des Archipels in Zusammenarbeit mit der IATA, die Planung und Organisation technisch unterstützte, den Flughafen bauen und im Oktober 2007 eröffnen.
Der Flughafen wird gegenwärtig zum Teil saisonal von folgenden Fluggesellschaften mehrmals wöchentlich angeflogen: TACV, TUI Airlines Nederland, Condor, Jetairfly, Halcyonair, Neos, SATA International, White Airways, Thomson Airways, TUIfly, TUIfly Nordic, Transavia France, Luxair. Insgesamt zehn Flughäfen werden von Boa Vista Rabil auf direktem Weg angeflogen.